# Carles Mani i Roig
Carles Mani i Roig (Móra d'Ebre o Tarragona, 1866 - Barcelona, 1911) va ser un escultor català que va seguir el dictat d'un estil propi apartant-se de l'escultura catalana que es feia en el seu temps. És un artista que va contra corrent, fora del comú. Va cercar el camí cap a un expressionisme personal que no serà entès pels seus contemporanis, la qual cosa contribuirà al fet que la seva obra sigui molt reduïda. Artista independent i solitari, que a més de tenir una personalitat estranya, no era barceloní ni es va adaptar a l'ambient de la capital catalana. Va portar una vida difícil, plena d'adversitats i desil·lusions. Era un home molt sensible i amant de la natura, en canvi odiava les ciutats.
Lafuente Ferrari el descriu com una persona estranya, original i un poc absurd, anarquista escultor català. Francisco Carantoña el descriu com a fort i extravertit, a dos passos de l'anarquisme, amb una especial inclinació a rebutjar totalment la puresa o la impuresa de les inquietuds artístiques de cadascun, Quasi desconegut, marginal, atípic, aïllat, maleït (en el sentit literari i baudelairià del mot) són alguns dels qualificatius emprats.
Tal vegada Mani hauria quedat definitivament ocult si no hagués estat per la valoració d'algunes persones com Feliu Elias o Rafael Benet, encara que ha de destacar-se molt especialment l'acció de Josep Maria Garrut, qui va localitzar a la seva vídua i va rescatar un volum considerable de peces i relíquies de Mani, gràcies a les quals la Casa-Museu Gaudí de Barcelona s'ha convertit en un element fonamental, sine qua non, en la història de l'escultura contemporània. Sense aquesta acció de Garrut, un nom com Carles Mani s'hauria enfonsat en un oblit pràcticament irrecuperable.

## Biografia

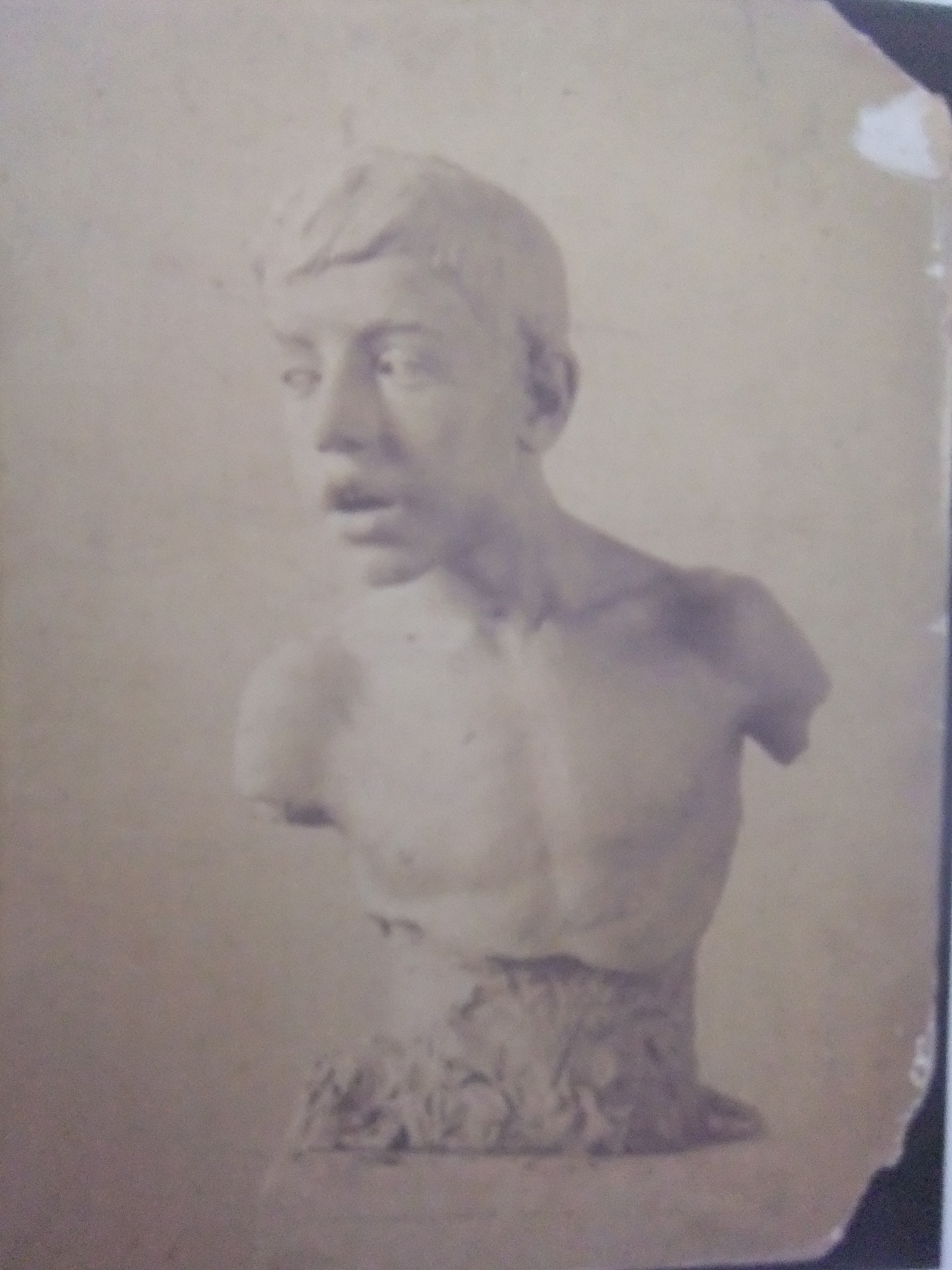
El fisgón.Fotografia b/n adherida sobre cartró

Carles Mani i Roig va a néixer el 24 de novembre de 1867. El lloc de naixement és discutit, pot dir-se que Carles Mani era de Mora d'Ebre i de Tarragona.
Mani va sentir vocació artística des de nen. Era net del tinent coronel carlista Francesc Mani i la seva àvia Francesca Omedes, tots dos de la Sénia (Montsià). El seu pare, Carles Mani i Omedes, era sastre, i es va casar en primeres noces amb Josepa Roig Sancho, d'Horta de Sant Joan. Van tenir dos fills: el futur escultor i una nena, uns anys menor que aquest i que es creu que va morir de petita. La mare de Mani va morir amb vint-i-quatre anys, i el pare es va casar en segones noces amb Magdalena Vidal i Estruel, de Gandesa, fruit d'aquest matrimoni van néixer sis fills més. Carles va créixer creient que Magdalena era la seva mare i no va saber la veritat fins que ja era un escultor destacat. El pare de Mani era violent i agressiu i ja des de petit va conèixer les agressions brutals, tant físiques com psíquiques. Potser per això el futur escultor va marxar aviat de casa, el 1883, encara que seguirà empadronat al domicili familiar. Sembla que va ser estudiant a Barcelona, a l'Escola la Llotja.
El curs 1890-1891 consta com matriculat a l'escola de la Llotja de Barcelona, a l'assignatura de talla. Es conserven alguns dibuixos, un d'ells és de la porta de Santa Llúcia del claustre de la catedral de Barcelona on demostra interès pel gòtic, línia que encara predominava a la Llotja per part de professors com Lluís Rigalt. El 1891 va realitzar un bust de l'arqueòleg Bonaventura Hernández Sanahuja i el 1892-1893 el del pintor Parada Justel, són dos bons retrats però no mostren una especial personalitat de l'autor. En 1892 va ser a Madrid, participà en l'Exposició Nacional de Belles arts amb l'obra titulada El fisgón, un bust de noi, conegut per una fotografia, és un exemple del realisme anecdòtic de finals del segle xix. Estava a Madrid perquè anava a entrar a l'Escola de Pintura, Escultura i Gravat, on va presentar sol·licitud d'ingrés, i el 1893 va aprovar totes les assignatures.
En aquella època es va proposar fer un monument als herois de Tarragona de 1811, a la guerra del francès, va ser un objectiu que li obsessionà tota la vida. Es coneix per fotografies, representa a un militar en actitud heroica amb una espasa a la mà dreta i a l'esquerra una bandera, mentre passa per sobre del cadàver d'un altre soldat. Sembla que a l'hora del disseny del monument l'escultor tenia al cap l'estàtua erigida a Madrid el 1891 al tinent Jacinto Ruiz, obra de Marià Benlliure, tot i que Mani s'oposa completament a la seva estètica.
El 1894 es presenta a la Segona Exposició General de Belles Arts de Barcelona, i per aquesta mateixa època va viatjar a Roma on coneix l'obra de Michelangelo Buonarroti i marca un abans i un després en la formació de Mani.
Poc més se sap de l'obra primerenca de Carles Mani. Té algunes etapes ben definides, la de París; la segona, de Madrid; i la final, a Barcelona, però els moments inicials i intermedis estan poc definits i mal coneguts.

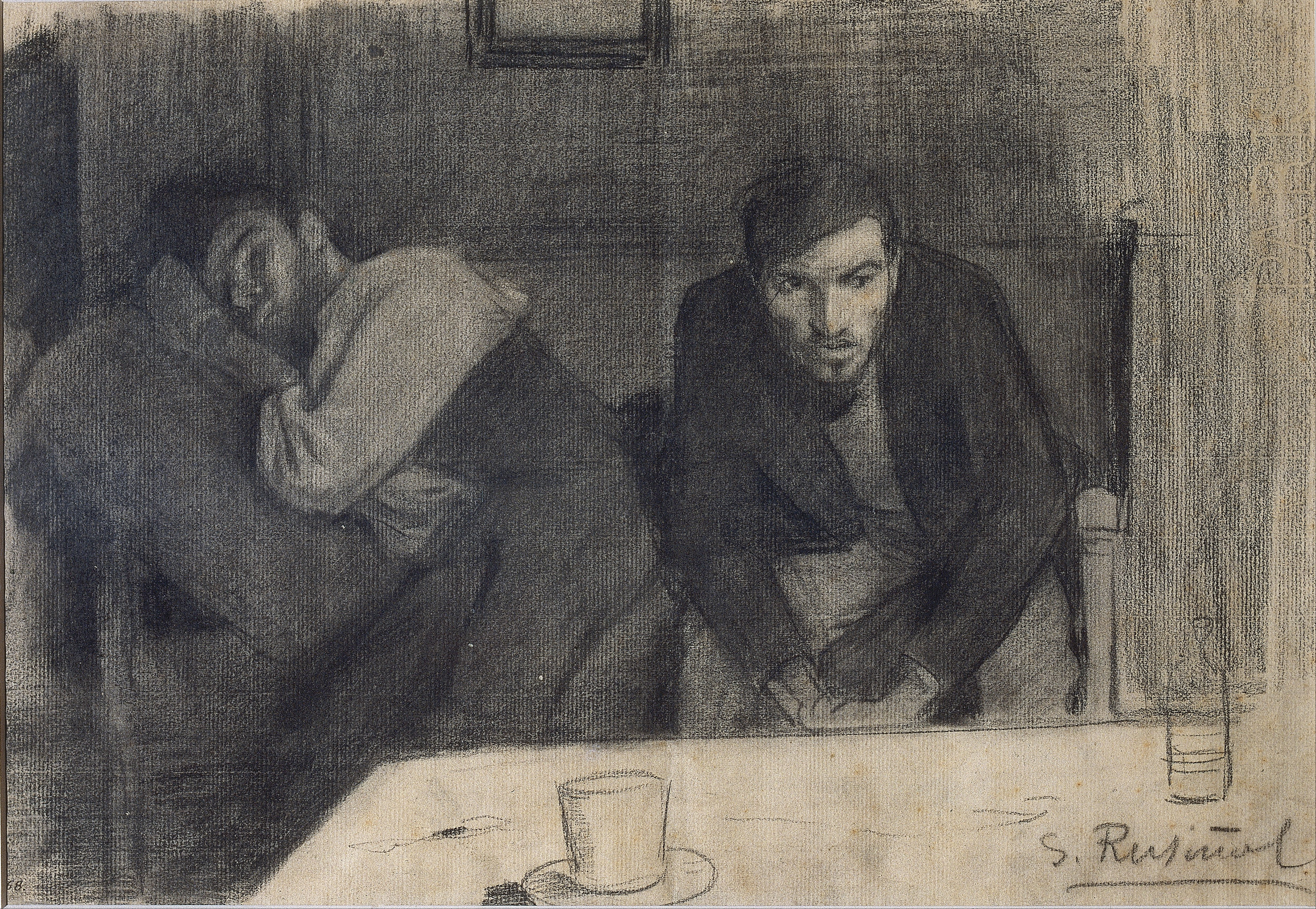
Santiago Rusiñol, Retrat de l'escultor Carles Mani i del pintor Pere Ferran.

## Trajectòria

### Paris
En 1894, Carles Mani va aconseguir una beca de l'ajuntament de Tarragona per ampliar els seus estudis a Paris. Mani va decidir compartir la beca amb el seu amic el pintor Pere Ferran, qui li va comentar a Russiñol el viatge a Paris i aleshores Mani i Rusiñol es coneixen.
| «                  | Era escultor, i encara que molt jove també havia lluitat amb el fang; hi havia ja sentit els primers gaudis de pare, veient néixer l'obra de l'enteniment i el plaure del ser creador, el foc de l'art que embarga la vida sencera amb egoismes i inutilitza a l'artista per a tot el que no sigui el seu somni. Romano també, amb tors d'excavació, amb músculs tallats en pedra, amb ulls expressius i buidatges en el fons de les parpelles, parlava dels seus projectes amb la fe d'un cristià i la tossuderia d'un procòcul de Tarragona. | » |
| — Santiago Rusiñol | |   |

Ni Mani ni Ferran sabien francès, i per això la seva adaptació no va ser fàcil. Van passar el Nadal amb Rusiñol i els seus amics Utrillo, Albert Planes i Ricard Planells. Però els dos artistes van tenir seriosos problemes econòmics, entre el viatge i el lloguer de la golfa a la Rue de Seine on vivien van gastar l'import del primer trimestre de la beca. Al febrer de 1895,Rusiñol es va trobar als dos amics en plena misèria. Els va ajudar i els va oferir el seu pis perquè s'instal·lessin. Una llarga polèmica periodística de Rusiñol culpava les misèries de Mani i Ferran a l'ajuntament de Tarragona que pagava la beca.
Auguste Rodin participa en quatre exposicions a Paris durant els mesos en què Mani va estar allà, i aquest quedà fascinat per la seva obra, tot veient el canvi que fa l'escultura moderna.

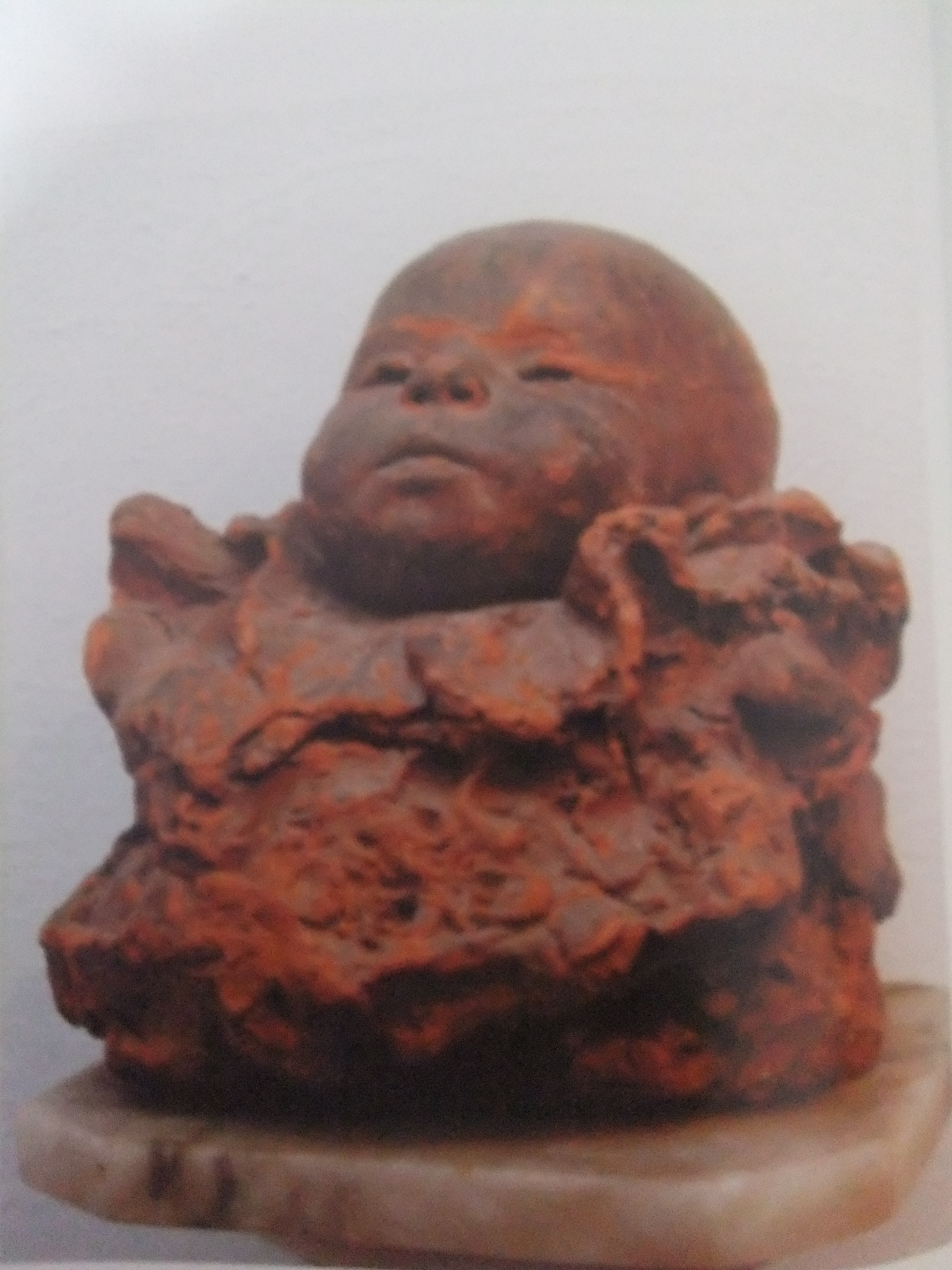
Retrat de la nena Maria Canyellas Domènech

#### Tarragona
L'abril del 1985 Carles Mani i Pere Ferran tornaven a Tarragona. En aquest mateix any l'Ateneu Tarragoní de la Classe Obrera va organitzar una exposició amb les obres de Mani i Ferran que havia fet a Paris. Destaca Mercuri coronant el progrés del comerç, obra que li va oferir a l'ajuntament amb la finalitat que li renovés la beca, i la veritat és que es va prorrogar. Però gens se sap de l'estada posterior de Mani a Paris, la qual cosa significa que possiblement la hi va gastar a Tarragona.
D'aquest mateix any és el retrat de Maria Canyellas, donat a la Casa Museu Gaudí de Barcelona el 1973 per la família Sansón-Canyellas. Fuig del retrat tradicional: el cap de la nena amb grans galtes de pa emergeix d'un embolcall de teles amb un protagonisme essencial, d'influència rodiniana.

#### Madrid
Va ser a Madrid el 1896, on va mantenir contacte amb un antic company seu de l'Escola de Pintura, Escultura i Gravat de Madrid, Nicanor Piñole, i és quan comparteix taller amb José Alea.
Va ser becat per alguns senyors de Tarragona, entre ells el Comte de Rius, a qui li va fer un bust. El pintor Ricard Canals va coincidir amb ell a Madrid i explicà que portava una vida plena de misèria i rebia ajuda dels jesuïtes, malgrat ser antireligiós.
Va participar en l'Exposició de Belles Arts i Indústries Artístiques de Barcelona.
Se sap que, estant a Madrid,Mani va sentir la temptació de suïcidar-se.
El 1897 presenta a l'Exposició Nacional de Madrid una versió totalment nova i més original del seu monument als herois de Tarragona, titulada Abans morts que vençuts a Tarragona 1811 , és una obra on demostra fins a quin punt ha evolucionat el seu concepte d'escultura després de la seva estada a París. Representava una àguila en repòs o un gran mussol, sobre unes roques i als peus un soldat ferit. Mani canvia el concepte de monument respecte a l'anterior, on tot era ingènuament evident, mentre que en aquest hi ha un concepte més elaborat i original, preocupat per una nova plasticitat, poc habitual.
És una obra que difon en fotogravat i la hi regala a Santiago Rusiñol. Mani té interès a difondre aquest projecte, ja que també li regala un altre fotogravat a l'Ajuntament de Tarragona, i va enviar una altra al redactor de la Capona.

#### Nova etapa en Tarragona
Consta que el 1898 Mani vivia de nou a Tarragona.
El seu amic i pintor Hortensi Güell va ser al seu taller i va admirar un grup de la Coronació d'espines, on Jesús és torturat per dos personatges. Güell qualifica aquesta obra com un avanç de l'art religiós, un pas a l'escola mística, refusant amaneraments convencionals.

Torna a participar en l'Exposició Nacional de Belles arts. Va portar allí L'instint humà, que ja s'havia exposat l'any anterior a l'Exposició General de Barcelona, i sembla que no havia despertat molt interès. Era una obra en guix que avui dia no es coneix. Ricardo Baroja va quedar impressionat per l'obra, sabem que era un nu de noi, molt tosc, allunyat dels cànons clàssics, gairebé sense faccions, amb braços molt llargs i mans amb pilotes que estaven en actitud de disparar un projectil amb un tirador, però que no tenia molta emotivitat.

Hortensi Güell va qualificar l'obra de tema simbolista i execució revolucionària.
Per tant, a Madrid Instint humà va causar més impacte que a Barcelona.Potser un dels motius és que no fos la mateixa versió.
El 1900 Mani participa en l'ambiciosa Exposició Regional Olotina de Belles Arts i Indústries Artístiques, en la qual es van exposar prop de quatre-centes obres d'artistes de tota Catalunya.

#### Madrid entre 1901-1905

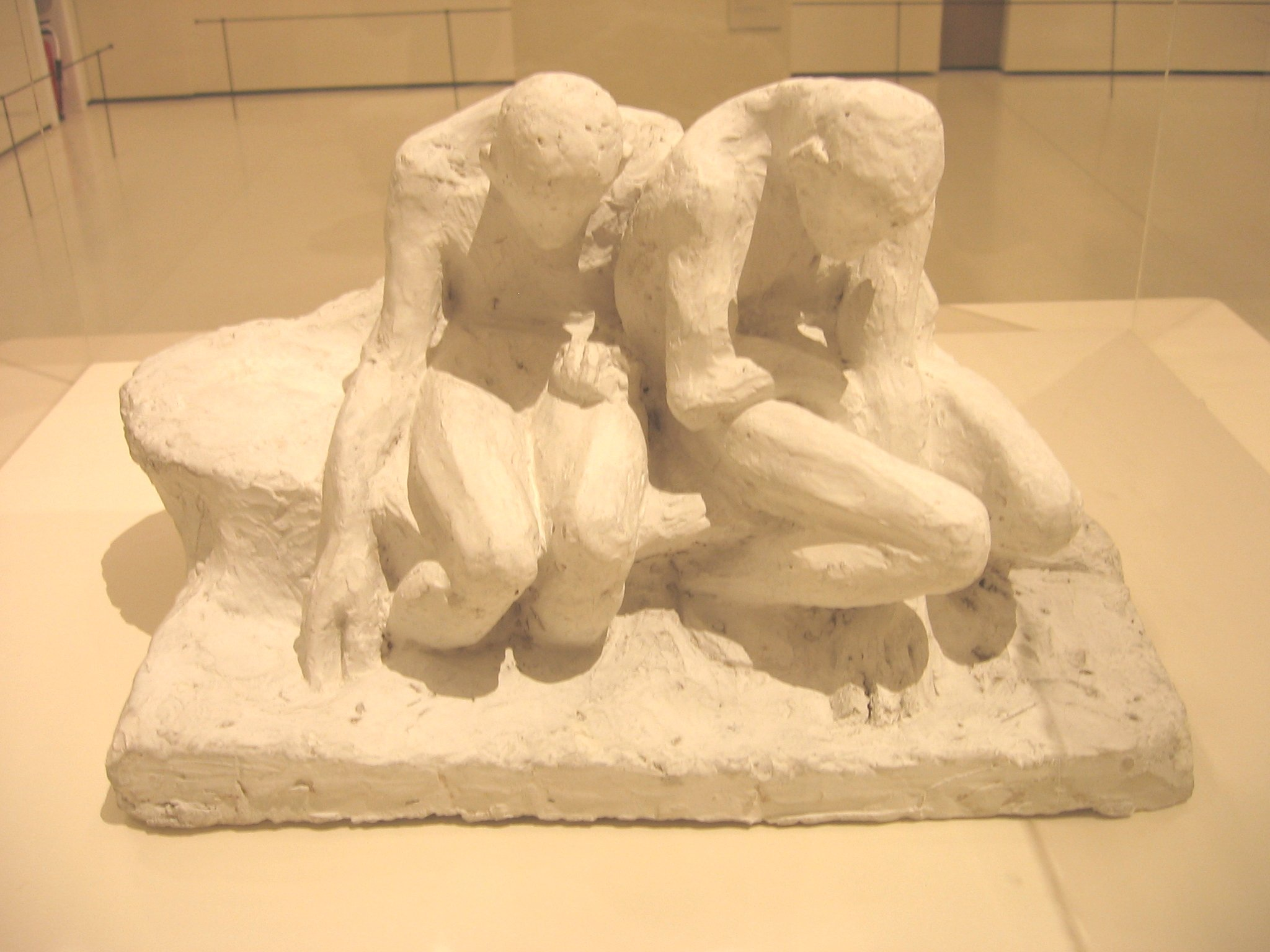
Els degenerats

Mani torna a Madrid l'any 1901,on va treballar Els degenerats, la seva obra mestra, en aquella època titulada Embrutiment, que evocava la seva depriment estada a Paris junt amb Pere Ferran.
El tema de la degeneració humana no era nou en Mani, ja havia definit un esbirrament a la Coronació d'espines com un degenerat. A més en aquest moment el tema de la degeneració en l'escultura era una temàtica molt habitual. La fama dels degenerats s'estén pels ambients artístics de Madrid. Gaya Nuño diu que semblava impossible que hagués fet aquesta obra tan convencional a la fi del segle xix.
Amor Sant,és una altra de les obres d'aquesta etapa, representa a Jesús jacent en els braços de Maria Magdalena.
Pel taller de l'escultor van passar, entre d'altres, Ricardo Baroja, Camilo Bargiela, Ramón del Valle-Inclán, Ricard Canals i Pío Baroja,qui inclou a l'escultor en ''Cançons del suburbi'' i a la novel·la ''Mala Herba'' (1904),on descriu el personatge d'un escultor inadaptat.

#### Barcelona
Mani s'estableix a Barcelona l'any 1906,on va a refer Els degenerats i fou rebut amb molt respecte en el grup marginal Els Negres, sent el líder del grup Manuel Ainaud.
Mani munta una exposició privada de les seves obres al taller de Josep Ribas Anguera (1866-1909). Antoni Gaudí va demanar a Llorenç Matamala,que visités l'exposició i portés gent a veure-la.
A la primavera de 1906 participa en l'exposició de l'Agrupació Artística, que presidia Ainaud. L'exposició amb una sèrie d'estudis de nus volia defugir del convencionalisme. Mani s'identificava amb la idea d'aquest grup que pretenia ser una acadèmia lliure, on els membres visquessin en un ambient rural. Però el projecte total, segurament no va arribar a complir-se.
L'Agrupació fa una nova exposició a l'octubre del mateix any, que va tenir lloc a l'Ateneu Barceloní, i es van exposar obres de Mani, a més d'una vintena d'artistes plàstics. L'exposició no va ser convencional ni rutinària.
Mani va tornar a exposar amb Manuel Ainaud el 1907, a l'Exposició d'Artistes Independents,que es va celebrar a Gràcia.
El 1907 el grup dels degenerats exposa a la V Exposició Internacional d'Art de Barcelona. El grup va ser col·locat en un lloc preferent per la intervenció de Gaudi. L'obra generà una polèmica però tampoc tingué una atenció especial en la crítica.
A la fi d'aquell any es casa amb Antònia Bonay, una jove de la bona societat barcelonina. Gaudí va ser padrí de les noces.

#### La relació amb Gaudí
Mani havia estat presentat a Gaudí per Joaquim Casas Carbó,i gràcies a això, l'escultor comença a treballar amb l'arquitecte. Gaudi elegí a Mani poc després d'haver vist Els degenerats a l'Exposició Internacional.
Mani, sota la direcció de Gaudí, realitza el crucifix que presidia l'oratori de la Casa Batlló, al passeig de Gràcia (c.1906). Aquesta obra va ser adquirida pel museu de les obres de La Sagrada Família. Aquesta obra trenca amb el tòpic iconogràfic secular sobre la postura del Crist crucifixat.
Una de les altres obres que Mani realitzaria per a Gaudí era una imatge de la Verge del Rosari. Dos àngels flanquegen a la Verge que forma un espai protector amb les ales; a la dreta Sant Gabriel amb el lliri de la puresa, i a l'esquerra, Sant Miquel atacant amb l'espasa al Maligne, enroscat a l'esfera que està als peus de la Verge. Cada figura compta amb una altura de quatre metres. Es va fer el model primer en argila, però la imatge havia de ser de pedra, llautó i vidre, però després es decidí que anés en bronze daurat. La imatge anava destinada a la planta noble de La Pedrera,però el grup no es va instal·lar perquè a Pere Milà no li va agradar, per tant mai es va realitzar en material definitiu.
No està molt clara la intervenció de Mani al Temple Expiatori, igual que els altres escultors que van passar per les obres de la Sagrada Família. Terol Tuneu atribueix a Mani els grups La Matança dels innocents,La fugida a Egipte, l'alt relleu de La mort dels justos,i alguna altra cosa més a la façana del Naixement.
Mani també va treballar en les figures de la maqueta policromada de la façana del Naixement de la Sagrada Família. L'ajudava el jove Joan Matamala Beaux Flotats.
L'obra de Carles Mani ha estat recollida i museïtzada a la Casa-Museu Gaudí del Park Güell, un projecte de ciutat jardí a l'estil anglès. La casa serví de mostra, el projecte va fracassar i Gaudí comprà la casa que en el seu testament va fer vendre per donar els diners a La Sagrada Família. Sembla que Mani va viure una temporada a la Casa-Museu del Park Güell, més endavant, es va habilitar un espai per exposar l'obra de Mani. També s'ha exposat a La Sagrada Família. Ara sembla que es troba en un magatzem. L'obra de Mani va ser donada a la Junta Constructora de La Sagrada Família per la seva vídua que vivia modestament. Consta de diversos dibuixos, fotografies de les obres, un model d’Els Degenerats, alguns Crists, i els retrats de la nena Maria Canyellas en bronze i en argila. També es conserven alguns retrats de Mani fets per Santiago Rusiñol, Picasso (atribuït) i Francesc Gimeno.
La relació amb Gaudi va ser molt cordial intensa, ja que Gaudí fou el padrí de boda de Carles Mani quan es casà amb Antònia Bonay l'any 1907, a la mateixa cripta de la Sagrada Família.
Mani se sentia orgullós d'haver entrat a treballar en el temple de Gaudí. El gaudinisme de Carles Mani es manifesta també en l'aspecte personal de la seva obra. Per encàrrec de Gaudí, el 1908 Mani va fer el model a escala natural del grup la Mare de Déu del Roser, flnaquejada per dos àngels (sant Gabriel i sant Miquel). Gaudí havia previst coronar la façana de la Pedrera amb aquest grup escultòric religiós, que havia de ser en bronze daurat, però no es va arribar a materialitzar. Segons l'arquitecte Cèsar Martinell, el grup no es realitzà arran dels esdeveniments anticlericals que tingueren lloc durant la Setmana Tràgica l'any 1909. Altres interpretacions giren al voltant de les discrepàncies estètiques entre Gaudí i Pere Milà o que fou el mateix Gaudí qui decidí no tirar endavant el projecte.

## El final
Carles Mani va morir el 14 d'abril de 1911, a la vil·la Coll i Pujol del Park Güell de Barcelona. Va morir a causa d'una asistòlia.
A la revista Catalunya van dedicar una necrològica a l'escultor, qualificat de malmès i genial.
Malgrat mantenir-se sempre al marge dels corrents de l'art català, la seva mort no va passar amagada.
Al diari El Poble Català la notícia va ocupar la primera plana. A La veu de Catalunya també va ser esmentat com l'artista amb una vida "breu i una miqueta estranya". En L'actualitat es diu que era un escultor enemic del convencionalisme i amb grans qualitats.

## Valoració
Carles Mani forma part del grup d'escultors de la seva època, que veneraven a Auguste Rodin. Els degenerats no haurien existit si Rodin no hagués realitzat el seu Pensador.
Mani va dir que Rodin li agradava potser més que el mateix Miquel Àngel. Malgrat la seva admiració cap a Rodin, Mani va dir que no l'imitava perquè com a artista sempre era necessari ser personal i diferenciar-se.
Mani va ser un escultor atípic. Li fascinava l'escultura egípcia, i en canvi parlava amb fredor de l'escultura grega.si no li agradava alguna de les seves obres, després de mesos de treball, la destruïa. Buscava l'esperit en l'escultura.
La gent gran de Móra d'Ebre, població on nasqué, recorda l'existència d'un grup escultòric a la primera planta de la Casa de la Vila, que representava un llaguter i mig llagut i una dona, tot de mida natural, però es perdé, possiblement durant la Guerra Civil.

## Premis i exposicions
Va participar en l'Exposició Nacional de Belles arts de 1892,a Madrid, amb un bust en bronze que va titular El fisgón,i se li va concedir un esment honorífic.
També va participar en la Segona Exposició General de Belles Arts de Barcelona, el 1894, amb un Retrat de fang que no posà a la venda.
El 1985 va exposar a l'Ateneu Tarragoní de la Classe Obrera,Mercuri coronant el progrés del Comerç.
La següent exposició, la de Belles Arts i Indústries Artístiques, el 1896.Presentava,Cap d'estudi en guix, va estar en venda per 1.000 pessetes.
Vivint a Madrid participa en l'Exposició Nacional de Belles arts de Madrid,el 1897. Va portar el grup, Abans morts que vençuts, es referia als fets de la Guerra del Francès a la Tarragona de 1811. I també va presentar Cap d'estudi.
En 1898 va portar a l'exposició general de Barcelona Instint humà i Cap d'estudi.la primera en guix, posada a la venda per 5.000 pessetes, i la segona en bronze.
En l'Exposició Nacional de Belles arts de Madrid de 1899 va guanyar la tercera medalla per l'obra Instint humà.
Va ser a l'Exposició Regional Olotina de Belles Arts i Indústries Artístiques de 1900,i va portar un retrat de nena en bronze i un retrat al llapis.
La lluita va ser l'obra que va exposar en l'Exposició Nacional de Madrid.
Va fer una exposició individual en el taller de Josep Ribas,a principis de 1907. En aquest mateix any va participar en la V Exposició Internacional de Belles Arts i Indústries Artístiques de Barcelona.
Va presentar la seva obra més ambiciosa,Els degenerats,acompanyada d'Un cap. L'obra de Mani va ser col·locada al saló central. Se sap que Antoni Gaudí va haver d'intercedir en el jurat perquè l'obra fos presa en consideració.

## Obra
| Obra                                                 | Any                                 | Material                                        | Mida             | Localització                                                           |
| ---------------------------------------------------- | ----------------------------------- | ----------------------------------------------- | ---------------- | ---------------------------------------------------------------------- |
| Porta de pedra                                       | 1890                                | Carbonet sobre paper                            | 27,5x18,5cm.     | Casa-Museu Gaudí. Constructora Temple Sagrada Família.Barcelona        |
| Porta de Santa Llúcida, a la Catedral de Barcelona   | 1890                                | Carbonet sobre paper                            | 24,5x17cm.       | Casa-Museu Gaudí. Junta Constructora Temple Sagrada Família.Barcelona  |
| Tres personatges Còpia de Gavani                     | 1890                                | Llapis de plom sobre paper                      | 19,2x16cm.       | Casa-Museu Gaudí. Junta Constructora Temple Sagrada Família.Barcelona  |
| Bust de Bonaventura Hérnandez Sanahuja               | 1891                                | Fang                                            | 45x20cm.         | Museu d'Història de Tarragona                                          |
| El fisgón                                            | c.1892                              | Fotografia b/n adherida sobre cartró            | 35x26 cm.        | Casa-Museu Gaudí. Junta Constructora Temple Sagrada Família.Barcelona  |
| Bust de Ramón Parada Justel                          | c.1892-1893                         | Fotografia en b/n adherida sobre cartró         | 16x12 cm.        | Casa-Museu Gaudí. Junta Constructora Temple Sagrada Família.Barcelona  |
| Retrat de la nena Maria Canyellas Domènech           | 1895                                | Argila sense coure                              | 22,5x24cm.       | Casa-Museu Gaudí. Constructora Temple Sagrada Família.Barcelona        |
| Retrat de la nena Maria Canyellas Domènech           | 1895                                | Bronze                                          | 22x22x24cm.      | Casa-Museu Gaudí. Constructora Temple Sagrada Família.Barcelona        |
| Dona nua agenollada amb els cabells a la cara        | 1897                                | Mina de plom sobre paper                        | 16x10cm.         | Casa-Museu Gaudí. Junta Constructora Temple Sagrada Família.Barcelona  |
| Cap de nena                                          | 1897                                | Bronze                                          | 39,5x25x25cm.    | Museu d'Història de Tarragona                                          |
| Retrat de Carles Mani i Omedes                       | 1898                                | Mina de plom sobre paper                        | 12,5x10cm.       | Casa-Museu Gaudí. Junta Constructora Temple Sagrada Família.Barcelona  |
| El desconfiat(estàtua sedent)                        | 1900                                | Fotografia b/n adherida sobre cartró            | 22,5x16,2cm.     | Casa-Museu Gaudí. Junta Constructora Temple Sagrada Família.Barcelona  |
| Virtut vici                                          | 1902                                | Fotografia b/n sobre suport de cartró           | 16,5x12,8cm.     | Casa-Museu Gaudí. Junta Constructora Temple Sagrada Família.Barcelona  |
| La masia                                             | 1906                                | Carbonet sobre paper                            | 14x22cm.         | Casa-Museu Gaudí. Junta Constructora Temple Sagrada Família.Barcelona  |
| Bust de Josep Antoni Bonay i Carbó                   | c.190)                              | Guix patinat de bronze                          | 49,5x42x30cm.    | Casa-Museu Gaudí. Junta Constructora Temple Sagrada Família.Barcelona  |
| Sant Josep(esbós)                                    | Còpia de 1994 de l'original de 1908 | Guix                                            | 39x17,5x13cm.    | Casa-Museu Gaudí. Junta Constructora Temple Sagrada Família.Barcelona  |
| Retrat d'un militar tarragoní                        | obra catalogada sense datació       | Fotografia                                      | 13,5x9,8cm.      | Casa-Museu Gaudí. Junta Constructora Temple Sagrada Família.Barcelona  |
| Bust masculí                                         | obra catalogada sense datació       | Fotografia b/n sobre cartró                     | 13x10cm.         | Casa-Museu Gaudí. Junta Constructora Temple Sagrada Família.Barcelona  |
| Retrat escultòric de nen/a                           | obra catalogada sense datació       | Fotografia sobre suport de cartró               | 13,5x10cm.       | Casa-Museu Gaudí. Junta Constructora Temple Sagrada Família.Barcelona  |
| Retrat d'un nen de tres anys                         | obra catalogada sense datació       | Fotografia b/n sobre cartró                     | 13,5x10cm.       | Casa-Museu Gaudí. Junta Constructora Temple Sagrada Família.Barcelona  |
| Barca                                                | obra catalogada sense datació       | Mina de plom sobre paper                        | 11x16cm.         | Casa-Museu Gaudí. Junta Constructora Temple Sagrada Família.Barcelona  |
| Dues figures masculines de treballadors              | obra catalogada sense datació       | Mina de plom sobre paper                        | 37x38cm.         | Casa-Museu Gaudí. Junta Constructora Temple Sagrada Família.Barcelona  |
| Croquis d'una dona nua asseguda de cara              | obra catalogada sense datació       | Mina de plom sobre paper de concurs de tir      | 28,5x20,5cm.     | Casa-Museu Gaudí. Junta Constructora Temple Sagrada Família.Barcelona  |
| Figura femenina nua de cara amb braços alçats        | obra catalogada sense datació       | Mina de plom sobre un paper d'un concurs de tir | 27,5x17cm.       | Casa-Museu Gaudí. Junta Constructora Temple Sagrada Família.Barcelona  |
| Figura masculina nua,de cara                         | obra catalogada sense datació       | Mina de plom sobre paper                        | 23x16cm.         | Casa-Museu Gaudí. Junta Constructora Temple Sagrada Família.Barcelona  |
| Figura femenina d'esquena abraçada                   | obra catalogada sense datació       | Mina de plom sobre paper                        | 23,5x15,5cm.     | Casa-Museu Gaudí. Junta Constructora Temple Sagrada Família.Barcelona  |
| Dona nua asseguda                                    | obra catalogada sense datació       | Mina de plom sobre paper                        | 12x9cm.          | Casa-Museu Gaudí. Junta Constructora Temple Sagrada Família.Barcelona  |
| Dona nua d'esquena amb cabell llarg                  | obra catalogada sense datació       | Mina de plom sobre paper                        | 17x9cm.          | Casa-Museu Gaudí. Junta Constructora Temple Sagrada Família.Barcelona  |
| Dibuixos de dona nua,de cara i d'esquena             | obra catalogada sense datació       | Mina de plom damunt paper                       | 18x9cm.          | Casa-Museu Gaudí. Junta Constructora Temple Sagrada Família.Barcelona  |
| Dibuix per a Els degenerats                          | 1906-1907                           | Mina de plom sobre paper                        | 12x10cm.         | Casa-Museu Gaudí. Junta Constructora Temple Sagrada Família. Barcelona |
| Els degenerats. Esbòs.                               | 1907                                | Guix                                            | 40x60x65cm       | Casa-Museu Gaudí. Junta Constructora Temple Sagrada Família.Barcelona  |
| Projecte de monument als herois de Tarragona de 1811 | 1893                                | Fotografia.                                     |                  | Museu d'Història de Tarragona                                          |
| Ans morts que rendits                                | 1897                                | Fotografia                                      | 17,9x13cm.       | Casa-Museu Gaudí. Junta Constructora Temple Sagrada Família.Barcelona  |
| Crist crucificat                                     | c.1906                              | Terracota,fusta                                 | 30x27cm.         | Casa-Museu Gaudí. Junta Constructora Temple Sagrada Família.Barcelona  |
| Crist crucificat                                     | c.1906                              | Bronze                                          | 48,5x30,5x9,5cm. | Casa-Museu Gaudí. Junta Constructora Temple Sagrada Família.Barcelona  |
| Monument funerari de la família Monlleó              |                                     |                                                 |                  | al cementiri de Móra d'Ebre                                            |
| Tomba d'estil gaudinià atribuïda a Mani              |                                     |                                                 |                  | al cementiri de Móra d'Ebre                                            |

## Galeria d'imatges

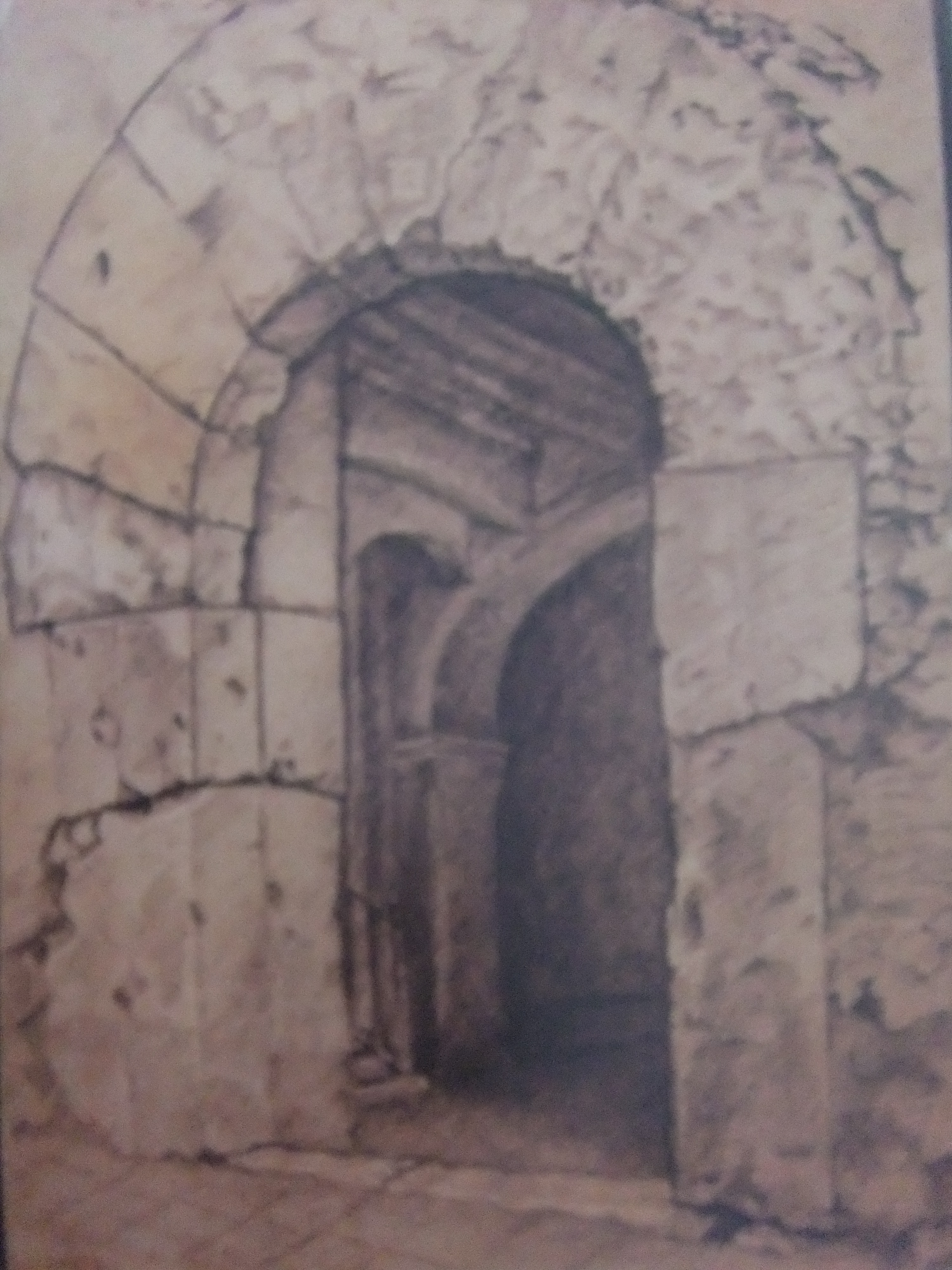
Porta de pedra(1890).Carbonet sobre paper
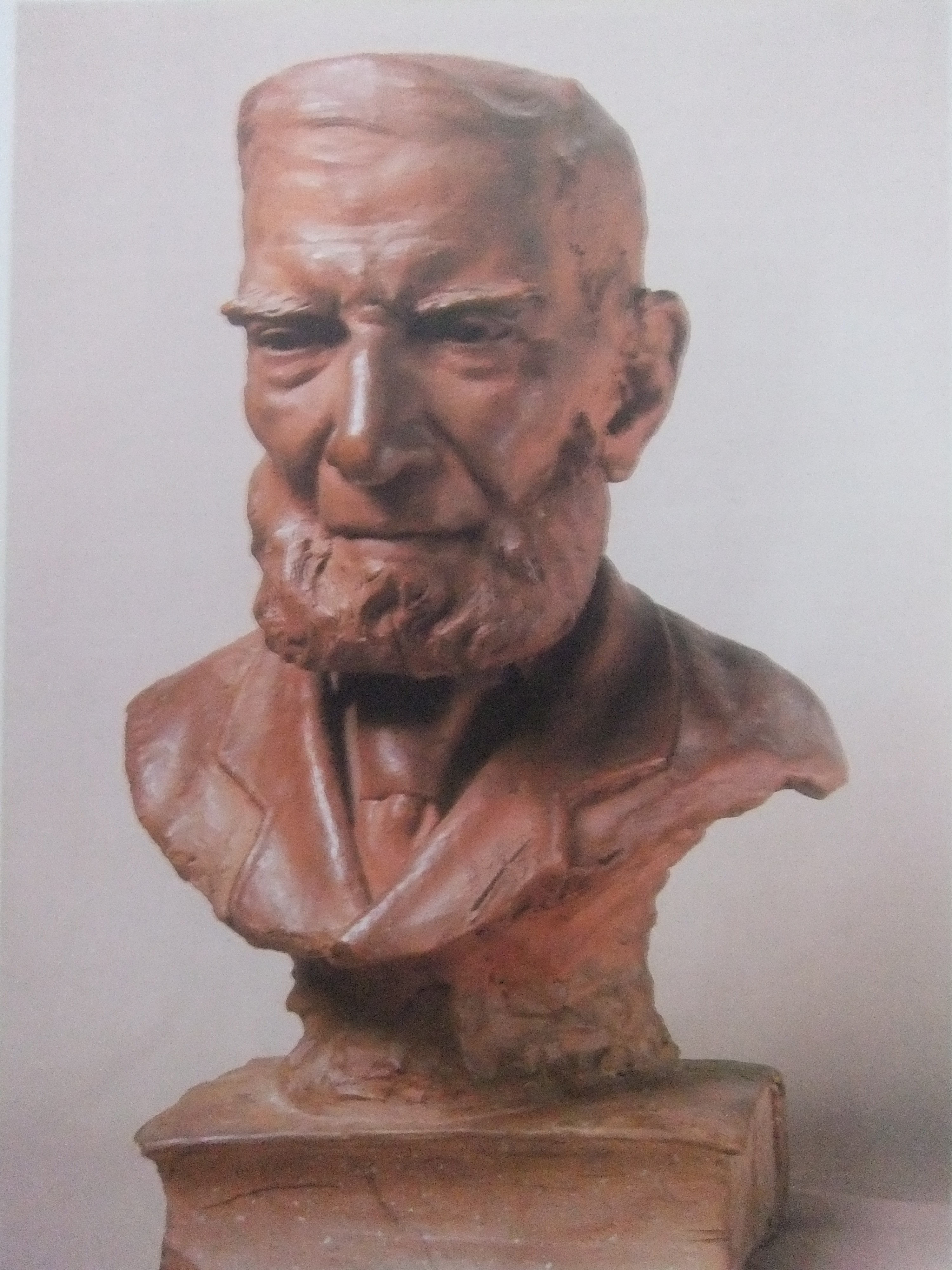
Bust de Bonaventura Hérnandez Sanahuja(1891).Bust de Fang
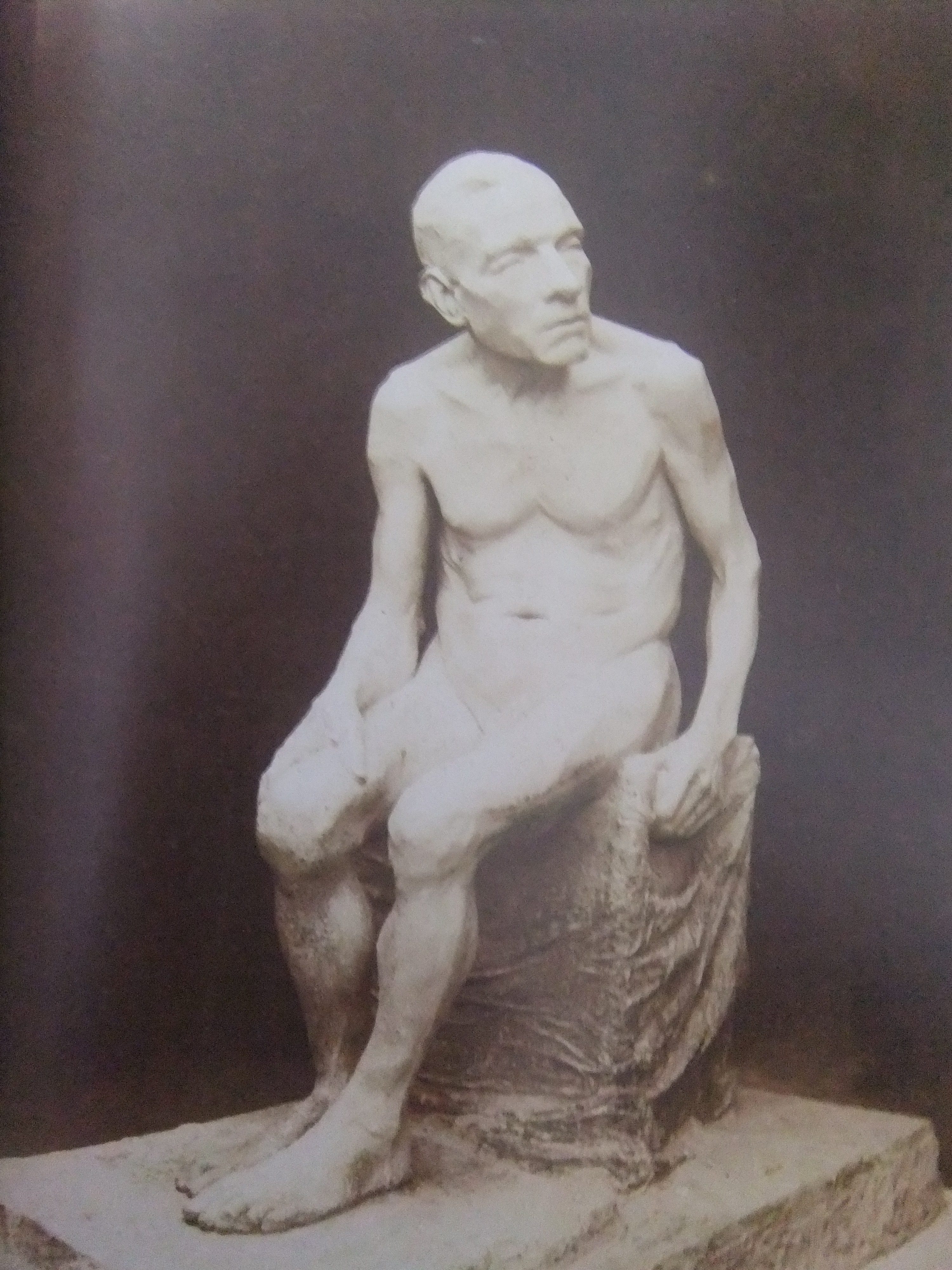
El desconfiat. Fotografia b/n adherida sobre cartró
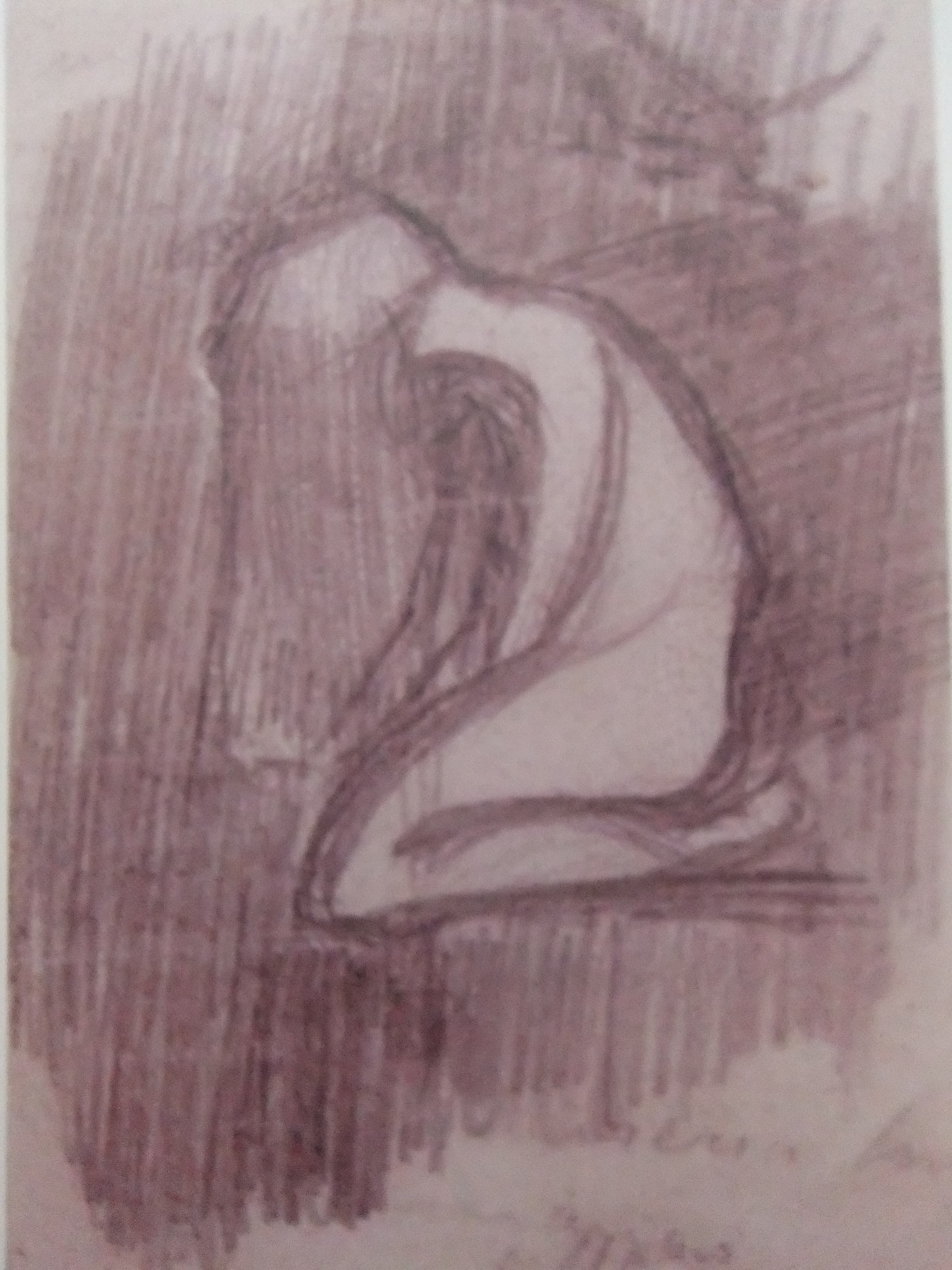
Dona nua agenollada amb els cabells a la cara(1897).Mina de plom sobre paper
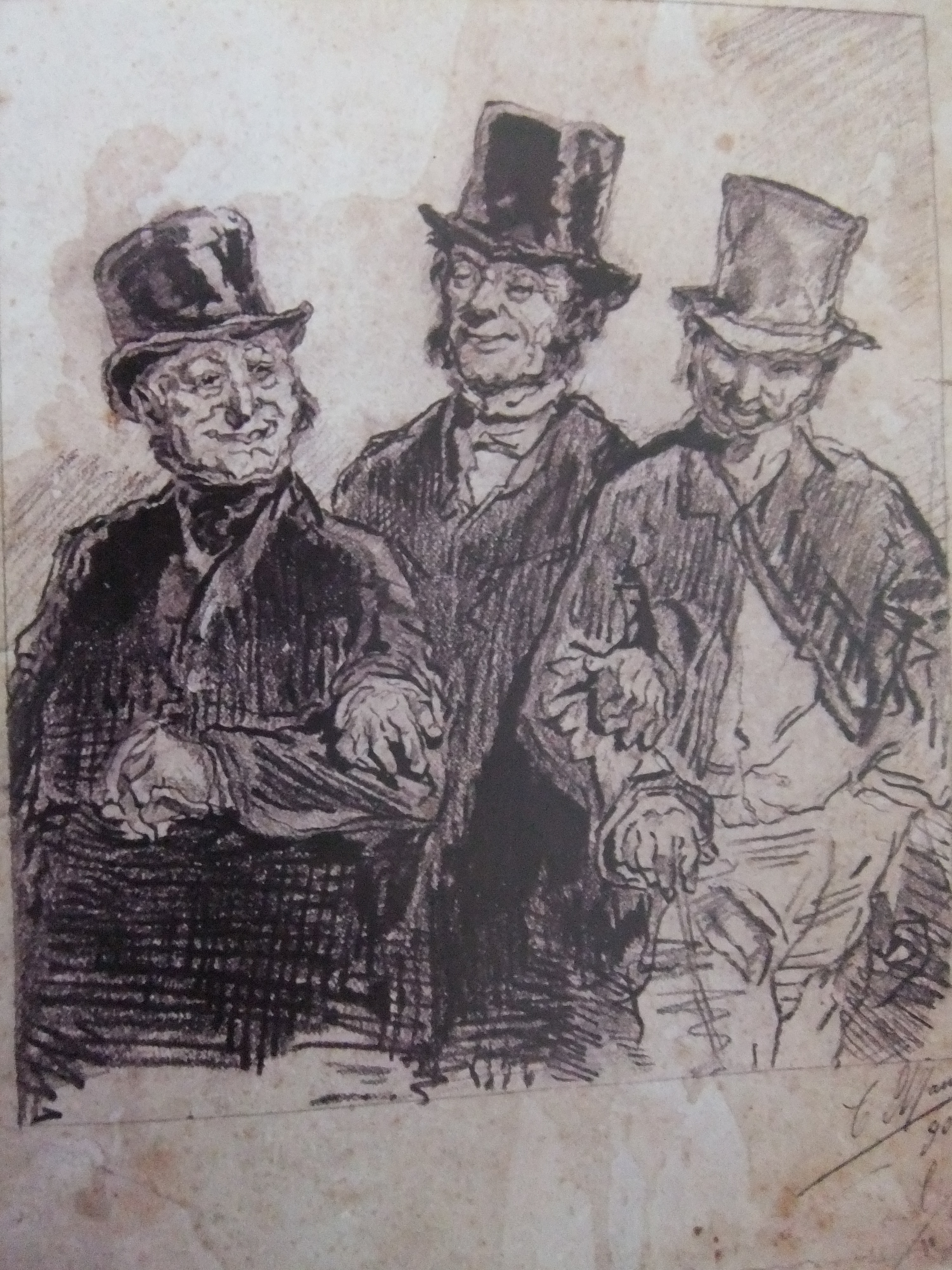
Tres personatges Còpia de Gavani(1890).Llapis de plom sobre paper
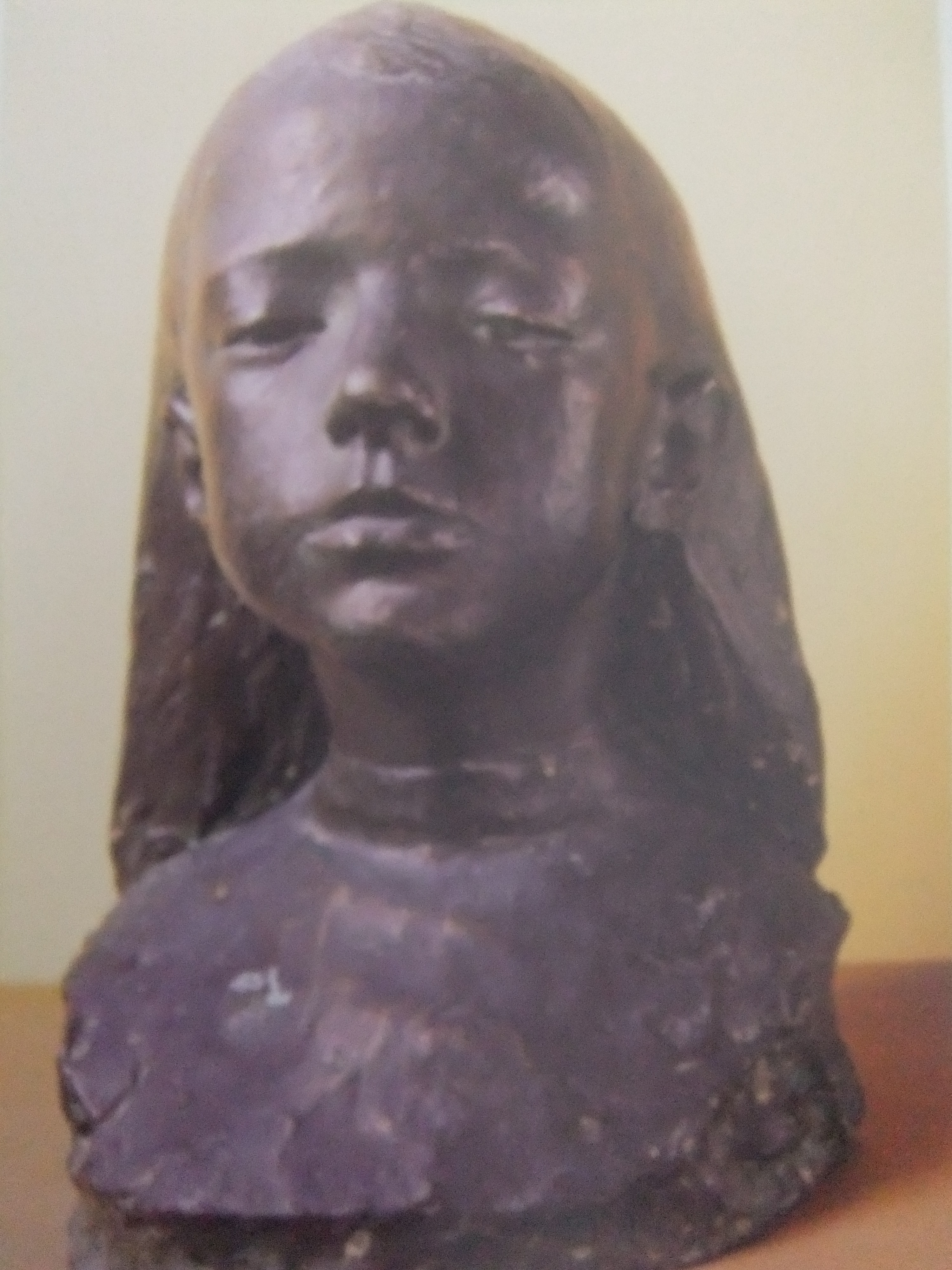
Cap de nena(1897).Cap de bronze
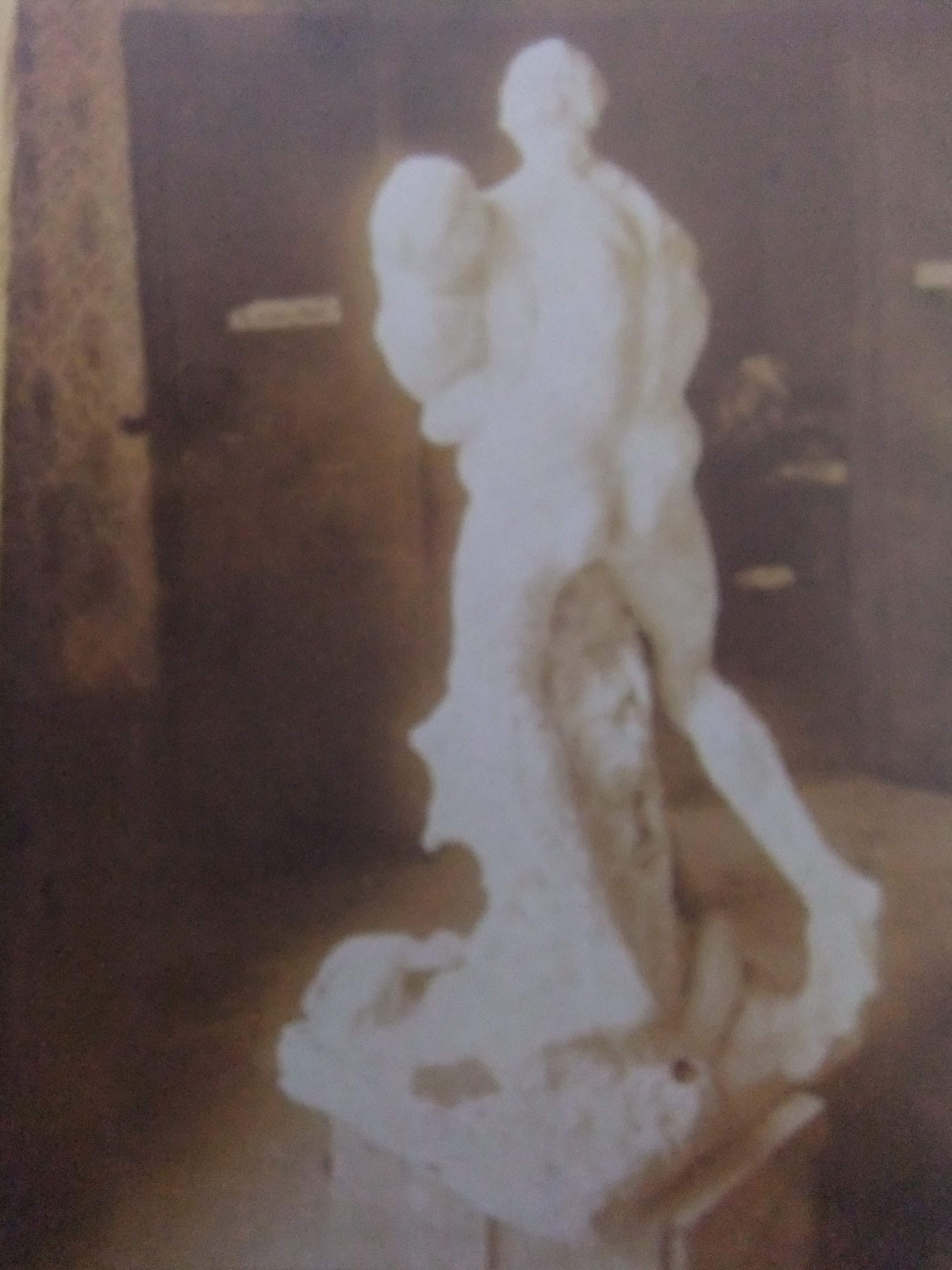
Virtut vici(1902).Fotografia b/n sobre suport de cartró
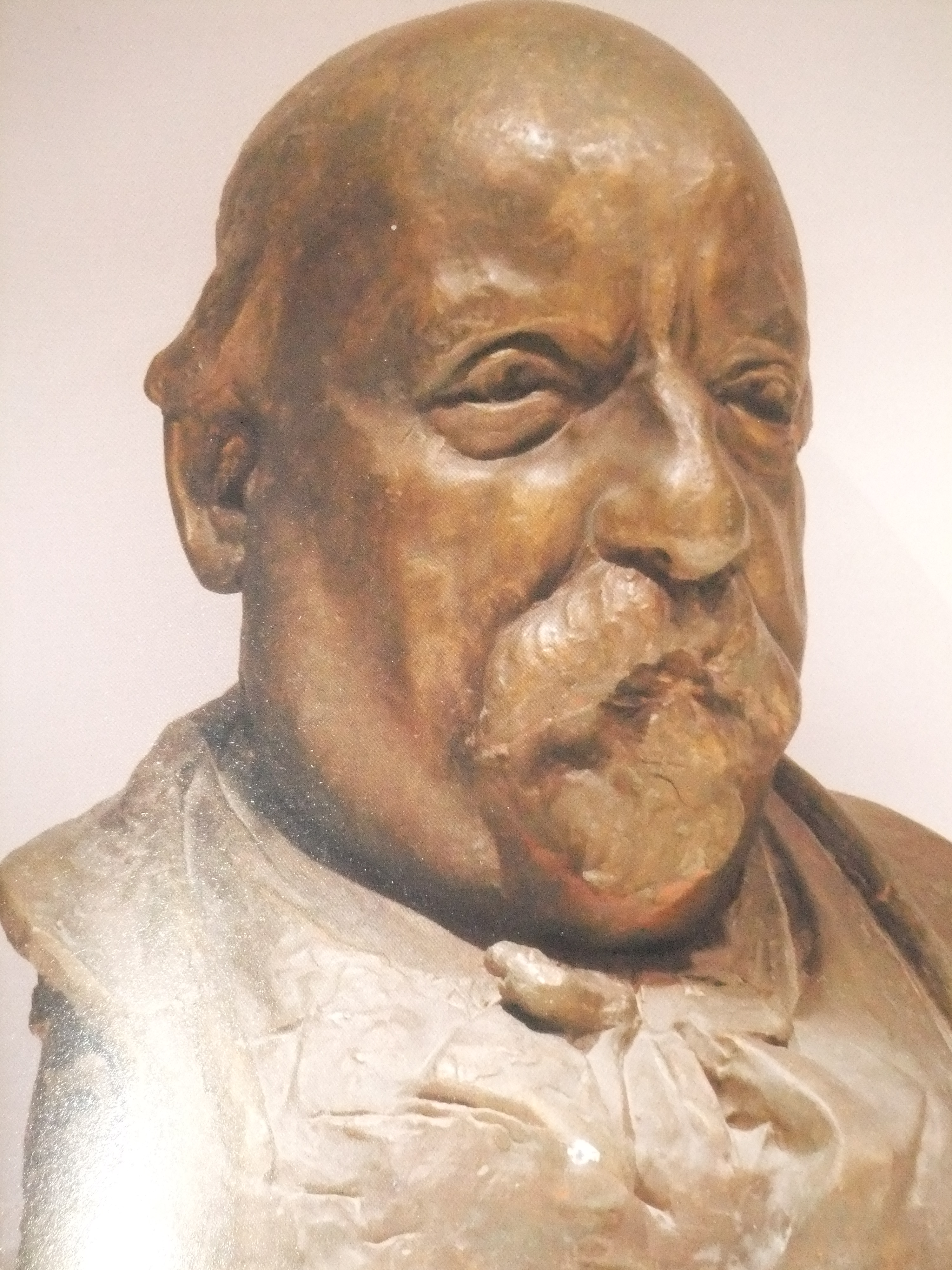
Bust de Josep Antoni Bonay i Carbó(c.1907).Guix patinat de bronze
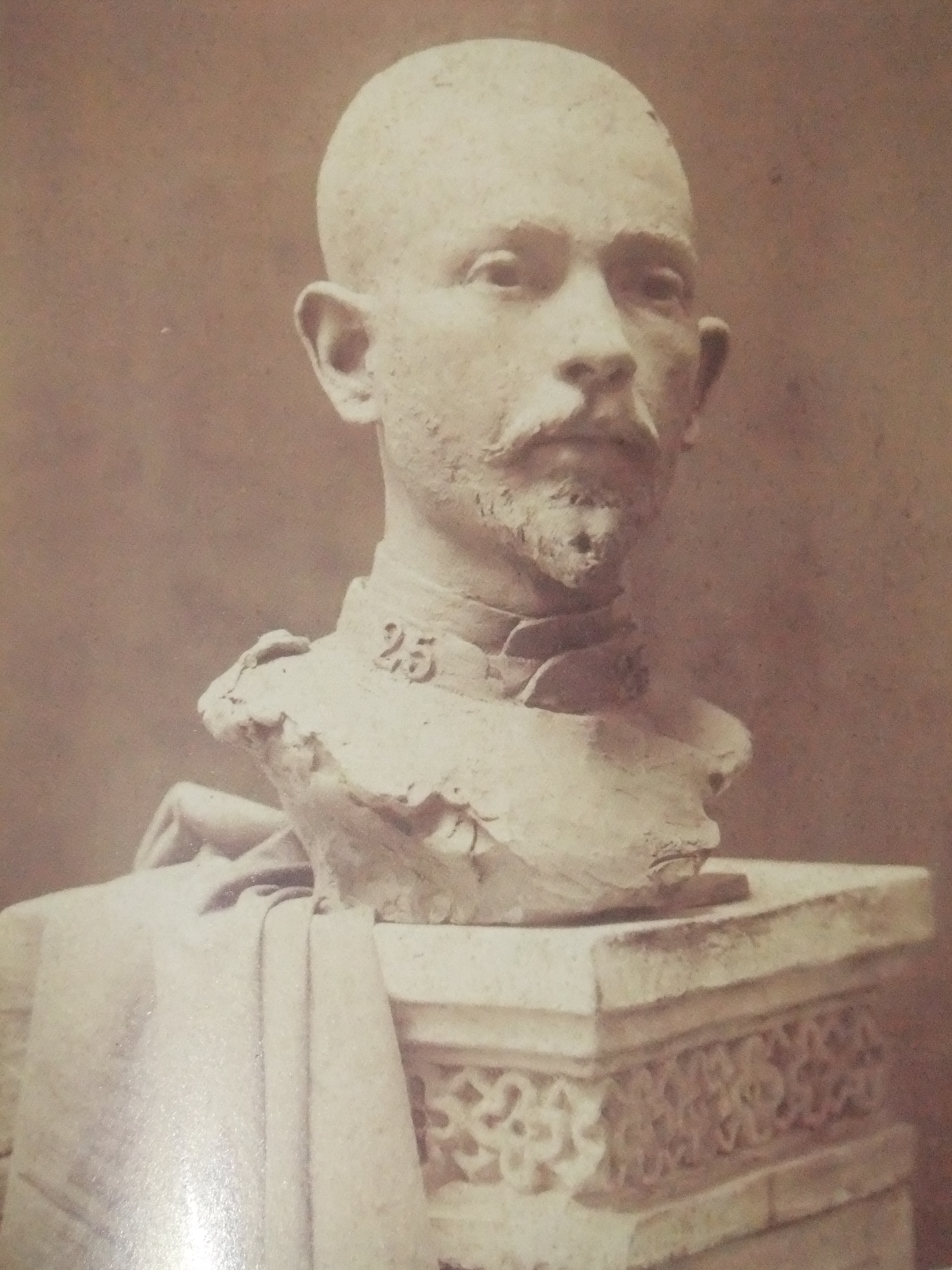
Retrat d'un militar tarragoní.Fotografia(obra catalogada sense datació)
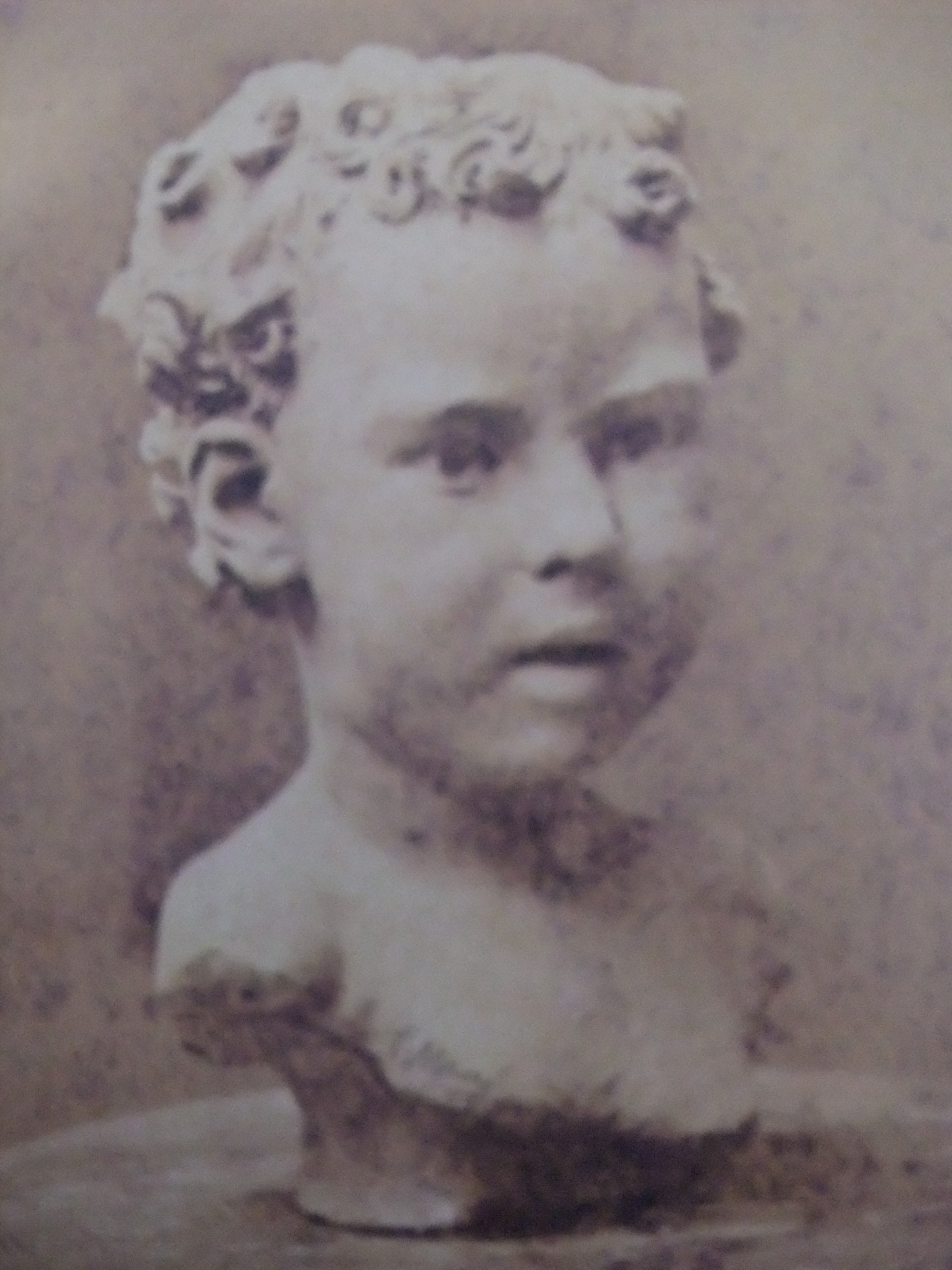
Retrat d'un nen de tres anys.Fotografia b/n sobre cartró(obra catalogada sense datació)